# Giải Grammy thành tựu trọn đời
Giải Grammy cho Thành tựu Trọn đời (tiếng Anh: Grammy Lifetime Achievement Award) là giải thưởng của Viện Hàn lâm Nghệ thuật Thu âm & Khoa học Hoa Kỳ nhằm "tôn vinh các nghệ sĩ âm nhạc có những đóng góp, sáng tạo nghệ thuật xuất sắc cho lĩnh vực thu âm trong suốt cuộc đời mình". Hạng mục này khác với hạng mục Giải Grammy Huyền thoại và cũng khác với giải Grammy Hall of Fame Award, nhằm vinh danh cả tập thể chứ không chỉ có riêng cá nhân và giải Grammy Hall of Fame dành cho những người không trình diễn.

## Nội dung hạng mục
| Năm  | Người nhận giải |
| ---- | --- |
| 1962 | Bing Crosby |
| 1965 | Frank Sinatra |
| 1966 | Duke Ellington |
| 1967 | Ella Fitzgerald |
| 1968 | Irving Berlin |
| 1971 | Elvis Presley |
| 1972 | Louis Armstrong, Mahalia Jackson |
| 1984 | Chuck Berry, Charlie Parker |
| 1985 | Leonard Bernstein |
| 1986 | Benny Goodman, The Rolling Stones, Andrés Segovia |
| 1987 | Roy Acuff, Benny Carter, Enrico Caruso, Ray Charles, Fats Domino, Woody Herman, Billie Holiday, B.B. King, Isaac Stern, Igor Stravinsky, Arturo Toscanini, Hank Williams |
| 1989 | Fred Astaire, Pablo Casals, Dizzy Gillespie, Jascha Heifetz, Lena Horne, Leontyne Price, Bessie Smith, Art Tatum, Sarah Vaughan                                          |
| 1990 | Nat King Cole, Miles Davis, Vladimir Horowitz, Paul McCartney |
| 1991 | Marian Anderson, Bob Dylan, John Lennon, Kitty Wells |
| 1992 | James Brown, John Coltrane, Jimi Hendrix, Muddy Waters |
| 1993 | Chet Atkins, Little Richard, Thelonious Monk, Bill Monroe, Pete Seeger, Fats Waller                                                                                      |
| 1994 | Bill Evans, Aretha Franklin, Arthur Rubinstein |
| 1995 | Patsy Cline, Peggy Lee, Henry Mancini, Curtis Mayfield, Barbra Streisand                                                                                                 |
| 1996 | Dave Brubeck, Marvin Gaye, Georg Solti, Stevie Wonder |
| 1997 | Bobby "Blue" Bland, The Everly Brothers, Judy Garland, Stéphane Grappelli, Buddy Holly, Charles Mingus, Oscar Peterson, Frank Zappa                                      |
| 1998 | Bo Diddley, The Mills Brothers, Roy Orbison, Paul Robeson |
| 1999 | Johnny Cash, Sam Cooke, Otis Redding, Smokey Robinson, Mel Tormé |
| 2000 | Harry Belafonte, Woody Guthrie, John Lee Hooker, Mitch Miller, Willie Nelson                                                                                             |
| 2001 | The Beach Boys, Tony Bennett, Sammy Davis, Jr., Bob Marley, The Who |
| 2002 | Count Basie, Rosemary Clooney, Perry Como, Al Green, Joni Mitchell |
| 2003 | Etta James, Johnny Mathis, Glenn Miller, Tito Puente, Simon & Garfunkel                                                                                                  |
| 2004 | Van Cliburn, The Funk Brothers, Ella Jenkins, Sonny Rollins, Artie Shaw, Doc Watson                                                                                      |
| 2005 | Eddy Arnold, Art Blakey, The Carter Family, Morton Gould, Janis Joplin, Led Zeppelin, Jerry Lee Lewis, Jelly Roll Morton, Pinetop Perkins, The Staple Singers            |
| 2006 | David Bowie, Cream, Merle Haggard, Robert Johnson, Jessye Norman, Richard Pryor, The Weavers                                                                             |
| 2007 | Joan Baez, Booker T. & the M.G.'s, Maria Callas, Ornette Coleman, The Doors, The Grateful Dead, Bob Wills                                                                |
| 2008 | Burt Bacharach, The Band, Cab Calloway, Doris Day, Itzhak Perlman, Max Roach, Earl Scruggs                                                                               |
| 2009 | Gene Autry, The Blind Boys of Alabama, The Four Tops, Hank Jones, Brenda Lee, Dean Martin, Tom Paxton                                                                    |
| 2010 | Leonard Cohen, Bobby Darin, David "Honeyboy" Edwards, Michael Jackson, Loretta Lynn, André Previn, Clark Terry                                                           |
| 2011 | Julie Andrews, Roy Haynes, Juilliard String Quartet, The Kingston Trio, Dolly Parton, The Ramones, George Beverly Shea                                                   |
| 2012 | The Allman Brothers Band, Glen Campbell, Antônio Carlos Jobim, George Jones, The Memphis Horns, Diana Ross, Gil Scott-Heron                                              |
| 2013 | Ravi Shankar, The Temptations, Carole King, Lightnin' Hopkins, Patti Page, Glenn Gould, Charlie Haden                                                                    |
| 2014 | The Beatles, Clifton Chenier, The Isley Brothers, Kraftwerk, Kris Kristofferson, Armando Manzanero, Maud Powell                                                          |
| 2015 | The Bee Gees, Pierre Boulez, Buddy Guy, George Harrison, Flaco Jiménez, The Louvin Brothers, Wayne Shorter                                                               |
| 2016 | Ruth Brown, Celia Cruz, Earth, Wind & Fire, Herbie Hancock, Jefferson Airplane, Linda Ronstadt, Run-D.M.C                                                                |
| 2017 | Shirley Caesar, Ahmad Jamal, Charley Pride, Jimmie Rodgers, Nina Simone, Sly Stone, The Velvet Underground                                                               |
| 2018 | Hal Blaine, Neil Diamond, Emmylou Harris, Louis Jordan, The Meters, Queen, Tina Turner                                                                                   |
| 2019 | Black Sabbath, George Clinton and Parliament-Funkadelic, Billy Eckstine, Donny Hathaway, Julio Iglesias, Sam & Dave, Dionne Warwick                                      |
| 2020 | Chicago, Roberta Flack, Isaac Hayes, Iggy Pop, John Prine, Public Enemy, Sister Rosetta Tharpe                                                                           |
| 2021 | |